# Zulassungsschein (Bundeswehr)
Einen Zulassungsschein (Z-Schein) erhalten in Deutschland Soldaten auf Zeit der Bundeswehr, wenn sie Angestellte im öffentlichen Dienst oder ohne Inanspruchnahme eines Eingliederungsscheins (E-Schein) zum Beamten ernannt werden wollen. (§ 13 Abs. 2 Soldatenversorgungsgesetz (SVG)) Die Eingliederung von Soldaten in den öffentlichen Dienst ist ein Teil der Fürsorgepflicht (§ 31 Abs. 1 Soldatengesetz (SG)) des Dienstherrn Bund gegenüber seinen (auch ehemaligen) Soldaten sowie Ausdruck der Verbundenheit von Staat und Soldaten durch gegenseitige Treue. (§ 1 Abs. 2 SG)

## Anspruchsvoraussetzungen
Ein Anspruch auf Erteilung eines Zulassungsscheines zum Dienstzeitende besteht, wenn das Dienstverhältnis des Soldaten wegen Ablaufs einer festgesetzten Dienstzeit von zwölf oder mehr Jahren endet. Alternativ besteht ein Anspruch, wenn sich der Soldat zwar für eine Dienstzeit von zwölf oder mehr Jahren verpflichtet hat, seine Dienstzeit aber im Hinblick auf eine besondere Ausbildung zunächst auf einen kürzeren Zeitraum festgesetzt worden ist und er eine Dienstzeit von mindestens vier Jahren abgeleistet hat. (§ 13 Abs. 1 SVG) Ein Zulassungsschein wird nur auf Antrag gewährt. Eine rechtskräftige Verurteilung in einem gerichtlichen Disziplinarverfahren zu einer Dienstgradherabsetzung schließt die Erteilung eines Zulassungsscheins aus (§ 13 Abs. 3 Satz 3 SVG), ebenso ein rechtskräftige Entfernung aus dem Dienstverhältnis, weil dieses dann nicht mit Ablauf der festgesetzten Dienstzeit geendet hat. Unter oben genannten Voraussetzungen kann auch ein Eingliederungsschein beantragt werden. Ausschließlich Anspruch auf einen Zulassungsschein haben Berufssoldaten, deren Dienstverhältnis vor Ablauf des 40. Lebensjahres wegen Dienstunfähigkeit infolge einer Wehrdienstbeschädigung endet sowie Berufsoffiziere im fliegerischen Dienst mit besonderer Altersgrenze (BO 41). Ein Zulassungsschein kann erteilt werden (Ermessen), wenn die Dienstunfähigkeit nicht auf einer Wehrdienstbeschädigung beruht. (§ 54 Abs. 3 f. SVG; zur besonderen Altersgrenze: § 45 Abs. 2 Nr. 6 SG)

## Verfahren
Der Zulassungsschein wird zum Dienstzeitende ausgehändigt. Vorher erhält der Soldat eine Bescheinigung, dass ihm zum Dienstzeitende der Zulassungsschein ausgehändigt wird. Der Empfang des Zulassungsscheins ist schriftlich zu bestätigen.
Anspruchsberechtigte auf den Zulassungsschein müssen sich formell bei Vormerkstellen registrieren. Diese sind in jedem Bundesland und für den Bund (dort beim Bundesverwaltungsamt) eingerichtet. Soldaten bewerben sich in der Regel de facto regulär auf die Stellenausschreibung einer Einstellungsbehörde, wobei sie auf ihre Eigenschaft als Anspruchsberechtigte hinweisen sollten. Von den Vormerkstellen erhalten sie Hinweise auf Ausschreibungen bei den Behörden, zu denen sie ein Einstellungsinteresse bei der Vormerkstelle geäußert haben. De jure bewerben sich Inhaber eines Zulassungsscheins bei den Vormerkstellen und sind von diesen nach Eignung und Neigung den Einstellungsbehörden zuzuweisen. (§ 14 Abs. 3 SVG)
Ein Zulassungsschein kann nach Rückgabe des Eingliederungsscheines beantragt werden. (§ 13 Abs. 3 Satz 2 SVG)

## Rechtsfolgen
Mit Erhalt des Zulassungsscheines bleiben die Ansprüche auf schulische und berufliche Bildung nach dem Soldatenversorgungsgesetz durch den Berufsförderungsdienst der Bundeswehr, im Gegensatz zum Eingliederungsschein, erhalten.
Der Soldat kann sich mit dem Zulassungsschein bis zu acht Jahre nach Dienstzeitende auf vorbehaltene Stellen bewerben. Bund, Ländern und Kommunen über 10.000 Einwohnern müssen jede sechste Stelle für die Einstellung im mittleren Dienst, jede neunte Stelle im gehobenen Dienst und jede zehnte Stelle bei vergleichbar eingruppierten Tarifbeschäftigten für Inhaber eines Zulassungsscheines vorhalten. (§ 14 Abs. 1 SVG) Dies gilt nicht für den Polizeivollzugsdienst. (§ 14 Abs. 2 Nr. 1 SVG) Im höheren Dienst gibt es ebenfalls keine vorbehaltenen Stellen. 
Zulassungsscheininhaber können sich, anders als beim Eingliederungsschein, auf Stellen für Tarifbeschäftigte und für dienstordnungsmäßig Angestellte bei den Trägern der Sozialversicherung bewerben, die ebenfalls vorgehalten werden.
Der Soldat muss in der Regel ein Auswahlverfahren für die Stelle bestehen, konkurriert bei diesem aber nur mit den Bewerbern auf die vorbehaltenen Stellen (E- und Z-Schein-Inhaber), nicht mit den übrigen Bewerbern. Hat sich der Inhaber auf eine Ausbildungsstelle beworben, ist er nach Bestehen der Ausbildung in ein unbefristetes Beschäftigungsverhältnis zu übernehmen.
Das Dienstverhältnis bei Zulassungsscheininhabern endet nach der Ablauf der festgesetzten Dienstzeit. Es gibt keine Dienstzeitverlängerung wie bei Inhabern eines Eingliederungsscheins.
Inhaber eines Zulassungsscheins haben Anspruch auf die Zahlung von Übergangsgebührnissen wie ehemalige Soldaten auf Zeit ohne Eingliederungs- oder Zulassungsschein. (§ 16 SVG) Allerdings ist die sogenannte Ruhensregelung zu beachten. (§ 68 Abs. 4 SVG) Diese kommt zum Tragen, wenn ein Empfänger von Übergangsgebührnissen, ob mit oder ohne Zulassungsschein, ein sogenanntes Verwendungseinkommen bezieht. Verwendungseinkommen ist ein Erwerbseinkommen aus einer Verwendung im öffentlichen Dienst: d. h. jede Beschäftigung im Dienst von Körperschaften (z. B. Bund und Länder), Anstalten und Stiftungen des deutschen öffentlichen Rechts oder ihrer Verbände (ausgenommen ist die Beschäftigung bei öffentlich-rechtlichen Religionsgesellschaften oder ihren Verbänden). Überschreiten Übergangsgebührnisse und Verwendungseinkommen addiert das Grundgehalt der Endstufe (höchste Erfahrungsstufe, nicht tatsächlich erreichte) der Besoldungsgruppe, auf welches der Soldat auf Zeit im letzten Monat Anspruch hatte, werden die Übergangsgebührnisse entsprechend gekürzt. Maßgeblich sind immer die jeweiligen Bruttobeträge. Ist das Grundgehalt der Endstufe der Besoldungsgruppe niedriger als das eineinhalbfache der Endstufe der Besoldungsgruppe A 4 (4736,34 Euro ab März 2024), ist das eineinhalbfache der Endstufe der Besoldungsgruppe A 4 die Kürzungsgrenze. Dies betrifft Soldaten, die zum Dienstzeitende in Besoldungsgruppe A 9 oder niedriger eingruppiert waren. 
Ausgleichsbezüge (§ 17 SVG) wie bei Eingliederungsschein-Inhabern werden nicht gewährt.
Die Übergangsbeihilfe wird um 50 Prozent gekürzt, nicht wie bei Eingliederungsschein-Inhabern um 75 Prozent. (§ 19 Abs. 3 Satz 1 SVG)

## Erlöschen des Rechts aus dem Zulassungsschein
Das Recht aus dem Zulassungsschein erlischt für seinen Inhaber nach Ablauf von acht Jahren nach dessen Erteilung (Zeitpunkt des Dienstzeitendes) oder wenn er auf eigenen Antrag aus dem Beamtenverhältnis auf Probe, während der Probezeit als dienstordnungsmäßig Angestellter oder als Angestellter oder aus einem Arbeitsverhältnis ohne vorgeschaltete Ausbildung nach Ablauf der Probezeit entlassen wird. Es erlischt ferner, wenn das Beamtenverhältnis aus disziplinarischen Gründen endet oder das Arbeitsverhältnis aus verhaltensbedingten Gründen gekündigt wird. (§ 13 Abs. 6 SVG)
Inhaber des Zulassungsscheins können sich innerhalb eines Zeitraums von acht Jahren nach Erteilung des Zulassungsscheins unter dessen Rückgabe die übrigen 50 Prozent der gekürzten Übergangsbeihilfe auszahlen lassen. (§ 19 Abs. 5 SVG) 

## Wahl zwischen Eingliederungs- und Zulassungsschein
Die meisten Soldaten, die Anspruch auf einen Zulassungsschein haben, haben auch einen Anspruch auf einen Eingliederungsschein. Beim Zulassungsschein bleibt der Anspruch auf Förderung ihrer schulischen und beruflichen Bildung unverändert. Ein Zulassungsschein ermöglicht auch einen Zugang zu vorbehaltenen Stellen für Tarifbeschäftigte und dienstordnungsmäßig Angestellte. Die Übergangsbeihilfe wird nur um 50 Prozent statt um 75 Prozent beim E-Schein gekürzt. Es werden Übergangsgebührnisse, ggf. unter Anwendung der Ruhensregelung, statt Ausgleichsbezüge bezahlt.
In der Regel bietet der Eingliederungsschein die größeren finanziellen Vorteile. Ein Zulassungsschein ist meist nur empfehlenswert, wenn eine Laufbahnausbildung als Beamter auf Widerruf nicht infrage kommt, man sich den späteren Eintritt in den öffentlichen Dienst offenhalten möchte, keinen unterbrechensfreien Übergang vom Wehrdienst- ins Beamtenverhältnis anstrebt oder keine Dienstzeitverlängerung wünscht.